# Verschwinden der Star Tiger
Zum Verschwinden der Star Tiger kam es am 30. Januar 1948. An diesem Tag verschwand eine mit 31 Personen besetzte Passagiermaschine vom Typ Avro 688 Tudor Mark IV der British South American Airways (BSAA) auf einem Flug vom Flughafen Santa Maria auf den Azoren zum Kindley Field in Bermuda. Da sich der Unfall im Bereich des sogenannten Bermudadreiecks ereignete, wird er von Verfechtern einer diesbezüglichen Mysteriums-Hypothese als diesem zugehöriges Rätsel bezeichnet.

## Flugzeug
Bei dem Flugzeug handelte es sich um eine Avro 688 Tudor Mark IV, eine auf Wunsch der British South American Airways und entsprechend den Erfordernissen der Fluggesellschaft durch Avro gestreckte Version der Avro Tudor. Die Kabine war für bis zu 32 Passagiere ausgelegt, das Cockpit für eine fünfköpfige Besatzung, bestehend aus Kapitän, Erstem Offizier, Flugingenieur, Navigator und Funker. Das viermotorige Langstreckenflugzeug war mit vier Triebwerken Rolls-Royce Merlin ausgestattet.
Die Piloten der BSAA waren gespaltener Meinung bezüglich der Avro Tudor. Manche, wie der Kapitän Geoffrey Womersley, waren begeistert und bezeichneten sie als „das beste zivile Verkehrsflugzeug der Lüfte“. Andere bescheinigten ihr ein unsolides Design, wie der Chefpilot und Betriebsleiter Gordon Store, der aussagte, die Tudor sei „gebaut, wie ein Schlachtschiff. Sie war laut, ich hatte kein Vertrauen in ihre Triebwerke und ihre Flugsysteme waren zum Verzweifeln. Die Amerikaner waren uns gegenüber 50 Jahre voraus, was das Entwickeln von Flugsystemen anging.“
Die auf den Namen Star Tiger getaufte Maschine mit dem Luftfahrzeugkennzeichen G-AHNP trug die Werknummer 1349 und hatte am 4. November 1947 ihren ersten Testflug absolviert. Sie war damit zum Zeitpunkt des Unfalls keine drei Monate alt. Seit ihrer Auslieferung an British South American Airways hatte sie 11 Transatlantikflüge absolviert und eine Betriebsleistung von 575 Betriebsstunden kumuliert.

## Flugverlauf
Am Morgen des 28. Januar 1948 nahmen die Besatzung und die Passagiere in Lissabon Platz in der Star Tiger für einen Flug in die Karibik. Vor Beginn des Flugs teilte der Kapitän Brian McMillan allen Anwesenden jedoch mit, dass das backbordseitige innere Triebwerk nochmal durchgesehen werden müsse. In der Folge mussten alle Insassen die Maschine wieder verlassen und nahmen wieder im Warteraum auf dem Flughafen Platz.
Nach 2½ Stunden hob die Maschine ab. Auf dem Flughafen Santa Maria wurde ein planmäßiger Betankungsstopp eingelegt, der 75 Minuten hätte dauern sollen. Angesichts des schlechten Wetters beschloss Kapitän McMillan, mit dem Weiterflug bis zum nächsten Tag zu warten.
Am darauffolgenden Tag, dem 29. Januar, hob die Star Tiger trotz starker Winde ab, um den nächsten Flugabschnitt nach Bermuda zu fliegen. Um die stärksten Winde zu meiden, entschied Kapitän McMillan, nicht höher als auf 2000 Fuß (ca. 610 Meter) zu steigen. Eine von dem BSAA-Piloten Frank Griffin gesteuerte Avro Lancastrian war eine Stunde vor der Star Tiger gestartet und Griffin hatte sich bereit erklärt, die Wetterdaten an die Star Tiger zu funken.
Die Star Tiger hob um 15:34 Uhr ab und geriet kurz nach dem Start in Starkregen und starke Winde. McMillan schloss langsam zu der Lancastrian auf, die sich anfangs etwa 200 Meilen (ca. 320 Kilometer) vor ihm befunden hatte. Beide Maschinen blieben untereinander und mit der Flugsicherung von Bermuda im Funkkontakt. Der Erste Offizier an Bord der Star Tiger war David Colby, der ähnlich wie McMillan ein sehr erfahrener Pilot und einst Anführer eines Pathfinder-Force-Geschwaders der Royal Air Force gewesen war.
Um 01:26 Uhr des 30. Januar, nach 10 Stunden in der Luft, befand sich die Star Tiger 150 Meilen (ca. 240 Kilometer) hinter der Lancastrian. Dem Navigator der Lancastrian gelang es, ihre Position mittels Astronavigation zu bestimmen. Dabei stellte er fest, dass die Maschine von den Winden 60 Meilen (ca. 97 Kilometer) von ihrem Kurs versetzt wurde. Gleichzeitig erreichte die Star Tiger zu diesem Zeitpunkt ihren Point of no Return, ab dem eine Umkehr nach Santa Maria angesichts der verbleibenden Flugstrecke und Treibstoffvorräte nicht mehr möglich war.
Um 2 Uhr stellte auch der Navigator der Star Tiger, Cyril Ellison, die Kursabweichung fest und gab Kapitän McMillan einen neuen Kurs vor, der die Maschine jedoch mitten in einen Sturm führte.
Um 3 Uhr meldete Kapitän Griffin von der Lancastrian, dass sich seine Ankunftszeit von 03:56 Uhr auf 5 Uhr verschieben würde. Als er kurz darauf versuchte, die Star Tiger zu erreichen, um deren Besatzung darüber zu informieren, dass er nun die Flugsicherung in Bermuda anfunken werde, erhielt er keine Antwort. Griffin gab später zu Protokoll, dass er nichts von der Star Tiger gehört habe, das darauf hinweisen würde, dass die Maschine in Schwierigkeiten sei. Er habe seine Maschine um 04:11 Uhr in Bermuda gelandet und sei auf dem Flug dorthin keinerlei Turbulenzen, Vereisung, Nebel oder Gewittern begegnet.
Das Handelsschiff Troubadour berichtete, auf halbem Weg zwischen Bermuda und der Delaware Bay ein niedrig fliegendes Flugzeug mit blinkenden Lichtern gesichtet zu haben. Sollte es sich bei der gesichteten Maschine um die Star Tiger gehandelt haben, wäre sie sehr deutlich von ihrem Kurs nach Bermuda abgekommen. Zu der angeblichen Sichtung sei es gegen 2 Uhr nachts Ortszeit gekommen.

## Verschwinden
Um 03:04 Uhr forderte der Funkoffizier Robert Tuck von der Star Tiger eine Funkpeilung aus Bermuda an, doch das Signal war zu schwach, um eine genaue Positionsbestimmung zu ermöglichen. Elf Minuten später wiederholte Tuck das Verfahren und konnte dabei eine Kompasspeilung von 72 Grad bei einer möglichen Abweichung von 2 Grad ermitteln. Der Operator der Flugsicherung in Bermuda übermittelte diesen Wert und Tuck bestätigte den Erhalt des Funkspruchs. Dies war der letzte Kontakt mit der Star Tiger. Als der Operator um 03:50 Uhr versuchte, die Star Tiger erneut zu erreichen, erhielt er keine Antwort. Er vermutete zunächst, dass die Besatzung den direkten Funkkontakt mit der Anflugkontrolle von Bermuda aufgenommen hätte. Auf Anfrage erfuhr er, dass dem nicht so sei. Um 04:05 Uhr versuchte er, die Maschine erneut zu erreichen und später noch ein weiteres Mal, ehe er um 04:40 Uhr die Notstufe DETRESFA (Distress Phase) für einen Luftnotfall ausrief. Obwohl an diesem Tag zahlreiche Akteure auf der Frequenz der Star Tiger funkten, hatte niemand einen Notfunkspruch von der Maschine empfangen.
In einem Pressebericht vom 30. Januar 1948 wurde angegeben, dass die Maschine 440 Meilen (ca. 710 Kilometer) nordöstlich von Bermuda verschwunden sei.

### Suchaktion
Die U.S. Air Force am Standort Kindley Field organisierte sofort nach dem Verschwinden eine fünftägige Suchaktion. Innerhalb dieses Zeitraums durchflogen 26 Flugzeuge (darunter zehn Superfortresses) insgesamt 882 Stunden lang das Suchgebiet. Auch Suchschiffe waren an dem Einsatz beteiligt. Während sich die Wetterbedingungen weiter verschlechterten, musste die Suche nach der Star Tiger schließlich ergebnislos eingestellt werden.
Am 1. Februar 1948 sichtete die Besatzung einer an der Suchaktion beteiligten Boeing B-17 325 Meilen (ca. 525 km) nordwestlich von Bermuda mehrere Transportboxen sowie ein Ölfass. Es konnte nicht geklärt werden, ob das Treibgut zu der verschollenen Maschine gehörte.
Am 5. Februar 1948 gab das Hauptkommando der amerikanischen Luftstreitkräfte bekannt, dass „bisher nicht identifizierte SOS-Signale aufgefangen wurden, die möglicherweise von den Überlebenden des britischen Transportflugzeuges ‚Star Tiger‘ ausgesendet wurden“, die „aus dem Karibischen Meer herrühren“ sollten. Dies führte zu einer vorübergehenden Wiederaufnahme der Suche nach Vermissten.

### Kontext
Von Verfechtern einer Mysteriums-Hypothese für den Bereich des sogenannten Bermudadreiecks wird der Unfall als diesem zugehöriges Rätsel bezeichnet, da er sich dort ereignete. Da die Star Tiger allen Erkenntnissen zufolge in nordwestlicher bis nordöstlicher Richtung verschwand, ist aber von einem Unfall weit außerhalb des Bermudadreiecks auszugehen.
Mit den Maschinen Star Tiger, Star Ariel und Star Dust gingen in den Jahren 1947, 1948 und 1949 drei Maschinen der Fluggesellschaft British South American Airways verloren, die im Jahr 1949 von der BOAC übernommen wurde. Von den drei Maschinen wurde nur die letztgenannte nach über 50 Jahren in den Anden wiederentdeckt. Auf den drei Flügen verschwanden insgesamt 62 Personen.

## Unfalluntersuchung
Nach der Bekanntgabe des Verschwindens der Star Tiger sprach der britische Minister für Zivilluftfahrt für alle verbliebenen Maschinen des Typs Avro Tudor der BSAA ein Betriebsverbot aus. Einige Wochen später wurden die Maschinen wieder für Frachtflüge zugelassen, mussten jedoch auf der Strecke von Santa Maria nach Bermuda einen weiteren Zwischenstopp auf Neufundland einlegen, wodurch sich der längste Flugabschnitt über das Meer um 250 Meilen (ca. 400 km) verkürzte.
Obwohl Sir Roy Dobson, der Geschäftsführer von Avro, sowie Don Bennett von der BSAA beide öffentlich versicherten, dass keinerlei Mängel an der Maschine vorgelegen hätten, ließ der Minister eine juristische Untersuchung des Vorfalls einleiten. Dem Vorsitzenden der Untersuchungskommission, Lord Macmillan, wurden zwei Gutachter zur Seite gestellt, ein Professor für Luftfahrt von der University of London und ein Prüfkapitän der British European Airways.
Die Untersuchung wurde öffentlich im Church House, Westminster, abgehalten. Sie wurde am 12. April 1948 eröffnet und dauerte 11 Tage. Am 21. August wurde der Abschlussbericht dem Minister für Zivilluftfahrt vorgelegt. Im Bericht wurde betont, dass die Besatzung der Star Tiger höchst erfahren gewesen sei. Im Flugplan konnten keine Unregelmäßigkeiten festgestellt werden, die den Unfall hätten erklären können. Ausgeschlossen wurden insbesondere Konstruktionsfehler, unerwartete Wetterereignisse, Motorenausfall sowie Fehler bei der Höhenberechnung. Der Bericht wies vielmehr auf „ein unberechenbares, von unzulänglich bekannten Faktoren abhängiges menschliches Element“ hin.
Im Fazit des Untersuchungsberichts wurde festgestellt, dass aufgrund eines Nichtvorliegens von belastbaren Beweisen keine zuverlässige Aussage über die Absturzursache getroffen werden könne.
Unter den Opfern befand sich Arthur Coningham, ein kommandierender Offizier der RAF Second Tactical Air Force im Zweiten Weltkrieg.

## Mögliche Unfallursachen
Sollte das Funkgerät der Star Tiger kurz nach 03:15 Uhr den Dienst versagt haben, hätten der Kapitän und der Navigator der Maschine vor der Aufgabe gestanden, eine kleine Inselgruppe anzusteuern, die sich von nordöstlicher in südwestlicher Richtung über eine Länge von 22 Meilen (ca. 35 Kilometer) erstreckt und eine Fläche von 20 Square Miles (ca. 52 Quadratkilometer) hat. Die Beleuchtung wäre von der mutmaßlichen Flughöhe der Maschine aus einer Entfernung von etwa 30 Meilen (ca. 48 Kilometer) zu sehen gewesen. Die Maschine befand sich zu diesem Zeitpunkt etwa 340 Meilen (ca. 547 Kilometer) von den Inseln entfernt und hatte genug Flugbenzin (Avgas) für 3½ Stunden Flugzeit an Bord. Nachdem Kapitän McMillan eine exakte Positionsangabe erhalten hatte, war seine Aufgabe, die Inselkette zu erreichen, an sich nicht schwer, jedoch war er sich des Umstandes bewusst, dass kein alternativer Flughafen mehr angesteuert werden konnte – der am nächsten gelegene Punkt an der Küste der USA war Cape Hatteras, in 580 Meilen (ca. 933 Kilometer) Entfernung westwärts und damit außerhalb der Reichweite der Maschine. Es liegen keine Beweise dafür vor, dass ein Versagen der Funkgeräte oder ein Navigationsfehler zu dem Unfall beigetragen hätte.
Da die Vorhersagen über die Windverhältnisse nicht allzu zuverlässig waren, wäre denkbar, dass die Maschine von einer Bö erfasst und ins Meer geschleudert wurde. Einer weiteren Theorie zufolge könnten die Piloten vergessen haben, dass sie auf einer Flughöhe von nur 2000 Fuß (ca. 610 Meter) statt der üblichen 20.000 Fuß (ca. 6100 Meter) flogen, und die Maschine ins Meer gesteuert haben.
Im Falle eines Triebwerksversagens hätte die Maschine ohne große Probleme mit zwei Triebwerken Bermuda erreichen können. Die geringe Flughöhe hätte in diesem Fall ein Manövrieren gefährlicher gemacht. Die gewählte Flughöhe war weitaus geringer als üblich, tatsächlich war zuvor keine einzige weitere Maschine der BSAA über so einen langen Zeitraum so niedrig geflogen.
Auf zwei vorangegangenen Flügen entlang derselben Strecke hatten sich Besatzungen der Star Tiger gezwungen gesehen, nach Gander in Neufundland auszuweichen. Nur zwei Monate zuvor war eine andere Tudor IV mit weniger als 100 imp gal (ca. 455 l) Flugbenzin gelandet.
Die Kraftstoffventile für die Reservetanks befanden sich im Passagierabteil. Sollten sie nicht aktiviert gewesen sein, hätte ein Besatzungsmitglied nach hinten gehen müssen, um sie einzuschalten. Es könnte sein, dass aufgrund der niedrigen Flughöhe nicht genug Zeit verblieb, um sie zu erreichen.
Während der Unfalluntersuchung mutmaßte Bennett, dass sowohl die Star Tiger wie auch die ein Jahr darauf abgestürzte Star Ariel von einem aus dem Zweiten Weltkrieg berüchtigten Saboteur, der kurz vor dem letzten Start der Star Tiger in der Nähe des Flugzeugs gesehen worden sei, zum Absturz gebracht worden wären. Er behauptete außerdem, Premierminister Clement Attlee hätte verfügt, alle Untersuchungen im Zusammenhang mit den beiden Zwischenfällen abzubrechen. 
Einer jüngeren Theorie zufolge könnte ein Benzinverlust zum Verschwinden der Maschine beigetragen haben.